# Dead Men Walking
Pour plus de détails, voir Fiche technique et Distribution.
Dead Men Walking est un film de zombies américain réalisé par Peter Mervis, sorti en 2005. Il présente une épidémie de zombies dans une prison à sécurité maximale. Le film a également été diffusé sur Syfy aux États-Unis.

## Synopsis
Travis Dee tue de nombreux zombies, mais du sang éclabousse le visage de Travis, l’infectant. Travis essaie de convaincre la presse et la police qu’ils ont été infectés par une bio-toxine expérimentale, et maintenant il en est malade. Les Centres pour le contrôle et la prévention des maladies (CDC) ne savent pas s’il a raison ou tort, alors il est condamné à la prison à sécurité maximale de Haywood.
Une employée du CDC, Samantha Beckett, est envoyée à la prison pour obtenir plus d’informations sur Travis. Travis et les nouveaux détenus arrivent à l’établissement et sont mis dans une file d’attente où ils sont évalués par l’agent correctionnel, le lieutenant Sweeney, leur disant qu’il est « au sommet de la chaîne alimentaire » dans la prison. Après avoir remarqué que Travis toussait abondamment et pâlissait, Sweeney l’envoie à l’infirmerie. Un autre nouvel arrivant, Johnny, est envoyé au bureau du directeur Mahler. Mahler lui dit de ne rien faire de stupide et de ne pas mettre les gardes en colère. Son histoire est la même que celle que Travis racontait aux autres. Le garde mordu meurt et Mahler, Sweeney, le Dr Goring, Samantha et Johnny tentent de déterminer si le virus est réel. Samantha examine le corps de Travis et voit que le sang indique qu’il est mort il y a au moins quelques heures, bien que Sweeney lui ait tiré dessus il y a quelques minutes.
Sweeney, Jenkins et Mahler élaborent un plan pour se déplacer dans le bâtiment et rassembler tout le personnel non infecté pour se barricader avec eux dans la salle du personnel à l’autre bout de l’installation pendant que les gardes s’emploient à tuer tous les infectés. Ils prévoient également de laisser mourir tous les détenus non infectés, à la grande consternation de Johnny. Johnny est renvoyé à sa cellule, mais sur le chemin il assomme un garde et prend son arme pour courir vers l’extérieur.
Sweeney, Jenkins, Mahler et Keith se dirigent vers le bureau des officiers d'où Sweeney appelle la Garde nationale pour sécuriser la prison et bloquer l’ensemble de l’établissement. Il reste à sa décision de laisser les détenus mourir, mais leur dit à tous de rester dans leurs cellules.
Sweeney, Mahler, Keith, Jenkins et de nombreux autres gardiens se rendent dans les blocs cellulaires pour voir que tous les détenus et le personnel restant ont été infectés et zombifiés. Alors que tout le monde se prépare à ce que les zombies sortent des cellules, Sweeney dit à Jenkins que lorsqu’il se tourne pour lui tirer dessus. Mahler, réalisant que Sweeney est infecté, quitte le groupe pour protéger son fils. Les zombies de ce côté commencent à suivre les deux alors qu’ils glissent dans le sang des zombies, essayant d’atteindre le bureau de Mahler. Les zombies sortent des blocs cellulaires et courent vers les gardes. Ceux-ci ouvrent le feu, tuant beaucoup d’entre eux à gauche et à droite. Voyant que beaucoup d’autres arrivent, ils se séparent et courent à l’intérieur des cellules et verrouillent les portes, les séparant et gardant la distance de tir. Samantha rencontre Johnny et ils décident de s’échapper ensemble.
Après que la plupart des gardes ont été tués dans des cellules, Jenkins et un autre garde s’échappent de la cellule tandis que Sweeney et un autre garde restent pour se battre. Sweeney voit Mahler zombifié et lui tire dessus en déclarant : « C’est pour ne pas m’avoir donné une augmentation lors de ma dernière évaluation ! ». Après être devenu complètement fou de la maladie, Sweeney tire partout, touchant accidentellement son partenaire garde. Sweeney part par une porte dérobée et s’allonge là-bas pendant que les zombies font une percée et tuent le garde blessé.
Samantha et Johnny passent à autre chose. Johnny est mordu et reste derrière pour donner à Samantha une chance de partir. Elle s’enfuit et tue Sweeney, qui est maintenant un zombie. Dans la cour, Jenkins est mordu et elle le délivre de sa misère. Un tireur d’élite prend Samantha pour un zombie et la tue.

## Distribution
- Brandon Stacy : Travis Dee
- Griff Furst : Johnny (crédité : Brick Firestone)
- Chriss Anglin : Sweeney
- Bay Bruner : Beckett
- Bobby James : Mahler
- James Ferris : Jenkins
- Scott Carson : Dr Goring
- Charles Schneider : le révérend
- Deadlee : Caesar
- Lazzarus Gomez : Drake
- Raul Perez : Spooky
- Spencer Jones : Warwick
- David Shick : Cole
- Roman Vigdorov : Keith
- Bernadette Pérez : Betty
- Leigh Scott : Rafferty / un garde
- Derek Riley : tireur d'élite
- Peter Mervis : Officier Enio
- Kurt Altschwager : Officier Lebowski
- Steven Zieglermeyer : Andy

## Production

### Tournage
Le film a été tourné dans l'ancienne prison du Lincoln Heights (en) à Los Angeles, en Californie, aux États-Unis.

## Musique
- God par Substance D.
- Los Angeles par Substance D.
- Creep par Substance D.
- Super Human par Substance D.

## Accueil

### Réception critique
Dread Central a déclaré : « Si tout ce que vous voulez, avez besoin ou attendez d’un film de zombies est de voir des gens maquillés en zombies tuer, mordre et éventrer des gens, alors Dead Men Walking vous donnera votre dose. »